# Asociación Nacional de Mujeres Españolas
Asociación Nacional de Mujeres Españolas (ANME) var en riksorganisation för kvinnors rättigheter och kvinnlig rösträtt i Spanien, grundad 1918 och upplöst 1936.    
Det spelade en viktig roll i dåtida spansk kvinnorörelse, och skapade 1919 paraplyorganisationen Consejo Feminista de España tillsammans med en rad mindre kvinnoföreningar. 
Victoria Kent och Margarita Nelken grundade Asociación Nacional de Mujeres Españolas 1918. Det var en radikal socialistisk organisation vid starten, som anslöt sig till PSOE. Organisationen var emot kvinnors rösträtt, även när dess grundare var deputerade för Cortes. De trodde att om kvinnor hade rösträtt, skulle de flesta rösta på instruktioner från sina män och den katolska kyrkan, och att detta skulle skada den andra republikens fundamentalt sekulära natur genom att få en demokratiskt vald högerregering till makten.
Det bildade kvinnopartiet Acción Política Feminista Independiente 1934 och ställde upp i valet. Den uppgick i vänsterpartiet Izquierda Republicana 1936 och kom tillsammans med Unión Republicana Femenina att utgöra detta partis kvinnoförbund. Därmed upplöstes det, tillsammans med detta parti, efter Francos seger i spanska inbördeskriget. 
Det utgav från tidskriften Mundo Femenino 1921-1936. 